# Лесной (Зубово-Полянский район)
Лесной — посёлок в Зубово-Полянском районе Мордовии России. Входит в состав Явасского городского поселения.

## История
Основан в 1931 году переселенцами из сел Зубова Поляна и Журавкино.

## Население
| 2002 | 2010  |
| ---- | ----- |
| 1387 | ↘1085 |

Национальный состав
Согласно результатам Всероссийской переписи населения 2002 года, в национальной структуре населения русские составляли 75 %.